# Большой Тигирек
Большой Тигирек — река в России, протекает по Краснощёковскому, Чарышскому и Змеиногорскому районам Алтайского края. Устье реки находится в 46 км по левому берегу реки Иня. Длина реки составляет 20 км.

## Притоки
- 2 км: Малый Тигирек (пр)
- Львиный Ключ (пр)
- Поперечный Ключ (лв)
- 46 км: Большая Чесноковка (лв)
- Чернушка (лв)
- Бабий Ключ (лв)

## Данные водного реестра
По данным государственного водного реестра России относится к Верхнеобскому бассейновому округу, водохозяйственный участок реки — Обь от слияния рек Бия и Катунь до города Барнаул, без реки Алей, речной подбассейн реки — бассейны притоков (Верхней) Оби до впадения Томи. Речной бассейн реки — (Верхняя) Обь до впадения Иртыша.